# Eccidio di Pessano
45°33′05″N 9°22′46″E
L'eccidio di Pessano è la fucilazione del 9 marzo 1945 avvenuta a Pessano con Bornago da parte delle truppe di occupazione tedesche e della Guardia Nazionale Repubblicana, ai danni di 7 partigiani della Brianza, in rappresaglia in seguito al ferimento del comandante delle officine dell'Organizzazione Speer di Pessano, avvenuto il giorno prima in Via Monte Grappa a Pessano alle ore 15, ad opera di tre partigiani.

## Lo scontro di via monte Grappa
Il pomeriggio del giorno 8 marzo 1945, alle ore 16:30, partiva diretta a Milano, l'automobile di un tenente tedesco responsabile del distaccamento dell'Organizzazione Speer di Pessano. L'ufficiale era molto conosciuto e rispettato in zona per le buone relazioni che aveva sviluppato con la cittadinanza locale. L'ufficiale era accompagnato da un autista, un militare italiano; i due dovettero abbandonare l'automobile dopo pochi minuti di viaggio, allarmati dal rombo di alcuni aerei alleati. Abbandonato quindi l'automezzo si riparano nella vegetazione che fiancheggiava la strada. Appena si rimettono sulla strada incontrano tre componenti di una pattuglia partigiana. L'ufficiale tedesco, intuita la situazione, tenta di portare la mano alla pistola, ma una raffica lo precede raggiungendolo all'addome. Colpito da 2 proiettili, si accascia al suolo mentre l'autista riesce a scappare ed a raggiungere il comando Speer dove dà l'allarme. In pochi minuti accorrono in soccorso dell'ufficiale tedesco, degli allevatori della zona ed una decina di militari tedeschi della Speer, poco dopo arrivano da Monza, un plotone di SS, il Maggiore tedesco Wernik, il capo della Provincia di Milano Luigi Gatti.
Pur ferito il tenente tedesco ripeté più volte che i suoi aggressori non erano cittadini di Pessano, poi un'ambulanza lo trasferì all'ospedale di Monza dove morì.
Il podestà di Pessano, Mario Scotti, avvertito dalla moglie, rientrò rapidamente da Milano dove si era recato per commissioni e forte delle frasi pronunciate dall'ufficiale tedesco riesce ad evitare che la rappresaglia colpisca gli abitanti di Pessano.

## La rappresaglia
Alla notizia dell'attentato il comando SS di Monza decide di prelevare dei prigionieri politici dal carcere della città e di portarli a Pessano per l'esecuzione. Il giorno successivo, il 9 marzo, alle ore 18:10 un camion condusse al comando tedesco, otto ostaggi, provenienti dal carcere di Monza. Alle ore 19:00 dovevano essere fucilati sul posto dove era stato ferito l'ufficiale tedesco. Prima che venga dato l'ordine di sparare viene allontanato Carlettino Vismara di Carate Brianza, che grazie alla sua giovanissima età fu salvato dalla fucilazione, ma costretto ad assistere al compiersi dell'eccidio.
Compiuto l'eccidio da parte dei tedeschi e di due fascisti italiani, uno dei quali identificato in Luigi Gatti, viene ordinata la sepoltura dei sette in una fossa comune, ma con l'intervento del parroco i corpi vengono portati nella camera mortuaria del cimitero ed il giorno dopo verranno celebrate le esequie nella chiesa di Pessano dove rimarranno fino alla fine della guerra e successivamente ritorneranno ai loro paesi di origine.

## Le vittime di Pessano
1. Angelo Barzago, appartenente alla 201ª Brigata Giustizia e Libertà. Nato a Bussero nel 1925. Giovanissimo entra nelle file della Resistenza, con la 84ª Brigata Garibaldi, si impegna in diverse azioni di sabotaggio e recupero di armi. Arrestato per la distribuzione di materiale clandestino, venne arrestato il 1º marzo 1945.
2. Romeo Cerizza, appartenente alla 110ª Brigata Garibaldi. Nato a Milano nel 1923. Operava nei gruppi partigiani in montagna e nelle valli bergamasche. Alla fine del 1944 si portava in pianura con un gruppo di Crescenzago, ma fu arrestato e condotto nelle carceri di Monza.
3. Claudio Cesana, nome di battaglia: "Tito" Sottotenente. Nato a Carate Brianza il 26 dicembre 1924. Catturato dai fascisti, subisce torture e viene incarcerato a Monza.
4. Dante Cesana, nome di battaglia: "Marco" Sottotenente - appartenente alla 119ª Brigata Garibaldi. Nato a Carate Brianza nel 1919. Figlio di operai, seppe conquistarsi per le sue doti equilibrate di uomo e di capo, l'ammirazione dei suoi compagni per i quali si è coscientemente sacrificato. Finisce incarcerato per attività sovversiva
5. Alberto Gabellini, prima comandante del 1º distaccamento della 103ª Brigata Garibaldi con sede a Vimercate intitolata al padre Vincenzo, antifascista ucciso dalle squadre fasciste. Dopo diverse azioni compiute col gruppo di Vimercate, disarmi, sabotaggi a convogli tedeschi lungo l'autostrada, per ordine del CNL spostò la sua attività al comando della 193ª e 119ª Brigata Garibaldi. Nato a Cambiago nel 1915. La sua lotta antifascista cominciò fin dal 1937 con l'arresto avvenuto il 29 aprile di quell'anno; venne successivamente condannato dal Tribunale Fascista a 8 anni di confino di cui ne scontò quattro e venne liberato per amnistia. Continuò la lotta tra le file della Resistenza, con azioni di sabotaggio, ma venne arrestato ed incarcerato a Monza.
6. Mario Vago, appartenente alla 182ª Brigata Garibaldi. nato a Sacconago nel 1923. All'atto della cattura, avvenuta all'inizio di marzo 1945, faceva parte della 182ª Brigata Garibaldina operante in Valle Olona.
7. Angelo Viganò, nome di battaglia: "Tugnin" Sergente, appartenente alla 119ª Brigata Garibaldi. Nato a Carate Brianza nel 1919. Aviere del 7º stormo, dopo l'8 settembre riprende il lavoro e si affilia ai partigiani, ma durante la sua attività di volantinaggio viene individuato, catturato ed incarcerato.

## Il monumento ai martiri di Pessano
In onore dei "Martiri di Pessano" è stato edificato un cippo a ricordo dell'eccidio nel punto esatto dell'eccidio.